# Бірліцький сільський округ (імені Габіта Мусрепова район)
Бірлі́цький сільський округ (каз. Бірлік ауылдық округі, рос. Бирликский сельский округ) — адміністративна одиниця у складі району імені Габіта Мусрепова Північноказахстанської області Казахстану. Адміністративний центр — село Бірлік.
Населення — 1221 особа (2021; 1192 у 2009, 1587 у 1999, 1752 у 1989).
Станом на 1989 рік існувала Бірлікська сільська рада (села Акжановка, Бірлікське, Старобілка) колишнього Рузаєвського району.

## Склад
До складу округу входять такі населені пункти:
| Населений пункт  | Старі назви | Населення, осіб (1989) | Населення, осіб (1999) | Населення, осіб (2009) | Населення, осіб (2021) |
| ---------------- | ----------- | ---------------------- | ---------------------- | ---------------------- | ---------------------- |
| Акжановка, село  | -           | 147                    | -                      | -                      | -                      |
| Бірлік, село     | Бірлікське  | 1221                   | 1097                   | 915                    | 791                    |
| Старобілка, село | -           | 384                    | 490                    | 277                    | 202                    |